# Йохана фон Ханау-Лихтенберг (1543–1599)
Йохана (Йоханета) фон Ханау-Лихтенберг (на немски: Johanna (Johannette) von Hanau-Lichtenberg; * 4 април 1543; † 3 декември 1599) е графиня от Ханау-Лихтенберг и чрез женитба графиня на Изенбург-Бюдинген-Ронебург (1533 – 1573).

## Произход
Тя е дъщеря на Филип IV фон Ханау-Лихтенберг (1514 –1590) и съпругата му Елеонора фон Фюрстенберг (1523 – 1544), дъщеря на граф Фридрих III фон Фюрстенберг († 1559) и графиня Анна фон Верденберг-Хайлигенберг († 1554).

## Фамилия
Йохана се омъжва на 26 октомври 1563 г. за граф Волфганг фон Изенбург-Бюдинген-Ронебург-Келстербах (* 12 юни 1533; † 20 декември 1597), син на граф Антон I фон Изенбург-Бюдинген и Келстербах (1501 – 1560) и първата му съпруга Елизабет фон Вид (1508 – 1542). През 1573 г. двамата се развеждат. Те имат един син:
- Йохан Георг (* 1564; † 1565)

Нейният съпруг се жени отново на 16 декември 1577 г. за графиня Урсула фон Золмс-Браунфелс (1535 – 1585) и трети път на 19 септември 1585 г. за графиня Урсула фон Глайхен-Рембда († 1625).